# Als (řeka)
Als, v horním toku nazývaná také Dornbach, nebo Alsbach i Alserbach, je 10,55 km dlouhá řeka ve Vídni, dnes je z části zaklenutá a tvoří součást městské kanalizační sítě.

## Geografie

### Geologie
Alserbach je lesní potok Vídeňského lesa a má charakter horského potoka. Pro nepropustnost dna potoka při intenzivních srážkách se mění v divokou bystřinu a někdy dochází k povodním. V horním toku Alsu ještě v lese teče voda velmi příkře a dochází k erozím půdy.

### Průběh toku
Als pramení v Dolních Rakousích pod osadou Exelberg poblíž Frenze u Vídně. V tomto okrese se potok jmenuje Dornbach, brzy v okrese Hernals se mění v řeku a plyne jihovýchodním směrem do části "Amundsenstraße" po hranici mezi okresy Hernals a Penzing. Potom odbočí tok řeky na západ, podél pravé strany Neuwaldegger Straße a teče potom po okraji Marswiese až do ústí potoka Eckbach. Zde je vtokový objekt do zaklenuté části potoka. Potok tekl původně podél Neuwaldegger Straße, Alszeile, Richthausenstraße, Rotzergasse a Jörgerstraße. Zde dosahuje hranice okresu Währing, a konečně okres Alsergrund, ve kterém odbočuje a následuje ulicí Lazarettgasse. Zde byla vyvýšenina Herzogspoint. Na severu odbočuje a sleduje Spitalgasse a Nußdorfer Straße. U dnešní křižovatky Nußdorfer Straße a Alserbachstraße přitéká do Alsu Wahringerský potok a dále teče podél Alserbachstraße. Původně ústil ve městě do starého Dunajského ramene v současné Liechtensteinerstraße (Salzgrieß). Po zanesení ramene naplaveninami ústí potok v současné době do Dunajského kanálu u mostu Friedenbrücke. Od roku 1902 je potok součástí hlavní stokové sítě a při přívalových deštích vtéká přebytek vody do Dunajského kanálu.

## Historie
Pro vysvětlení názvu Als máme několik možností. Často je odvozen od keltského Alt, což může znamenat chladný potok. Jiné vysvětlení názvu může být ze staroslovanského slova Olša, což znamená olše. První písemná zmínka je v dokumentu z roku 1044. Podle toku Ottakringerského potoka při stavbě minoritského kláštera kolem roku 1200 jedno rameno Alsu směřovalo dolů k Vídni. Přes Sensengasse a Währinger Straße vedla voda západně od Skotské brány (Schottentors) hradebním příkopem a následovala pak Schotten a Herrengasse až do původního řečiště Ottakringerského potoka. Přes Strauchgasse a hluboký příkop vytvořilo rameno Alsu nakonec Dunajský kanál. Mezi lety 1430 až 1440 mohlo se vytvořit nové rameno Alsu ve vnitřním městě a zavlažovat hradební příkop a sloužit vodou pro mlýn na jeho toku.